# Pouta

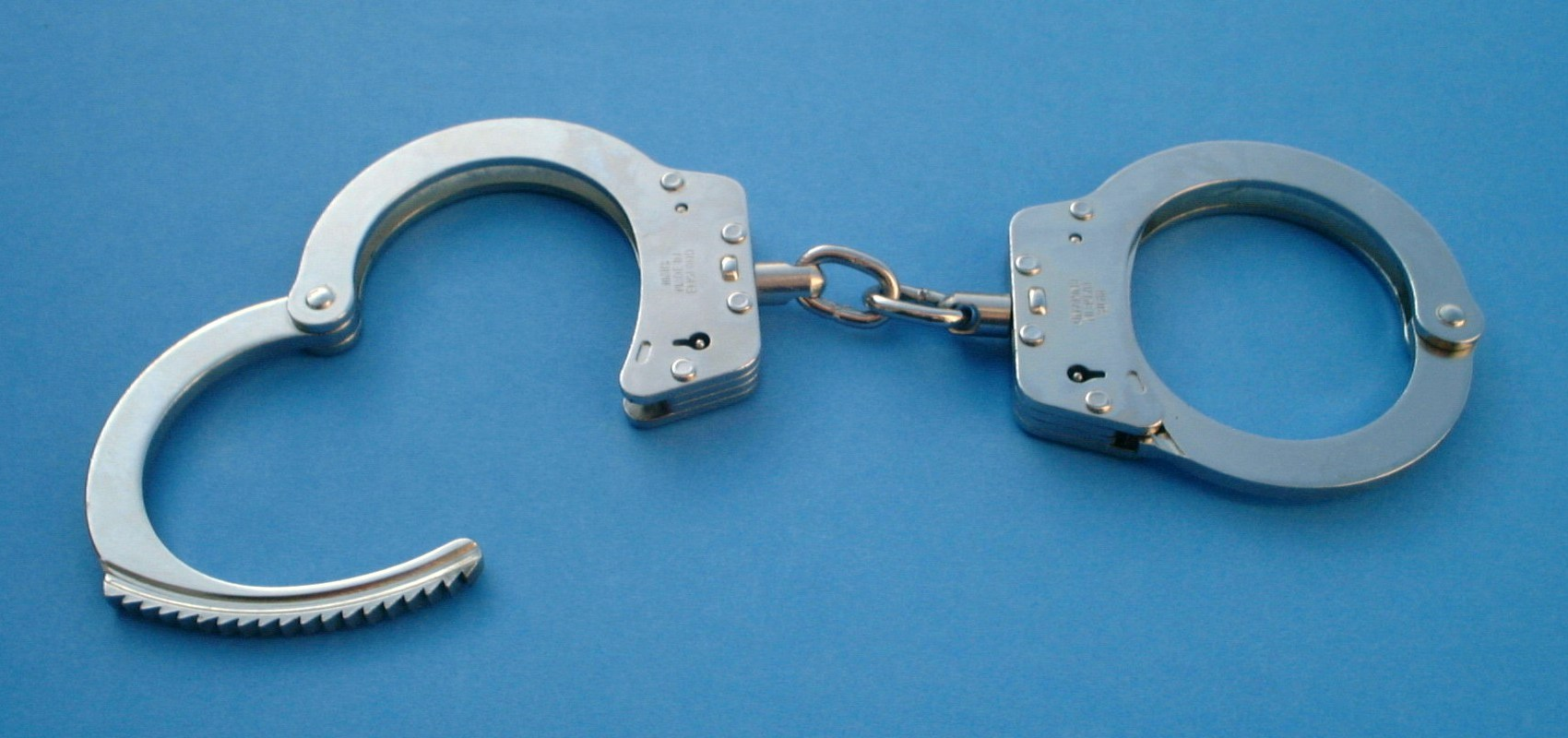
Pouta z cca roku 1990

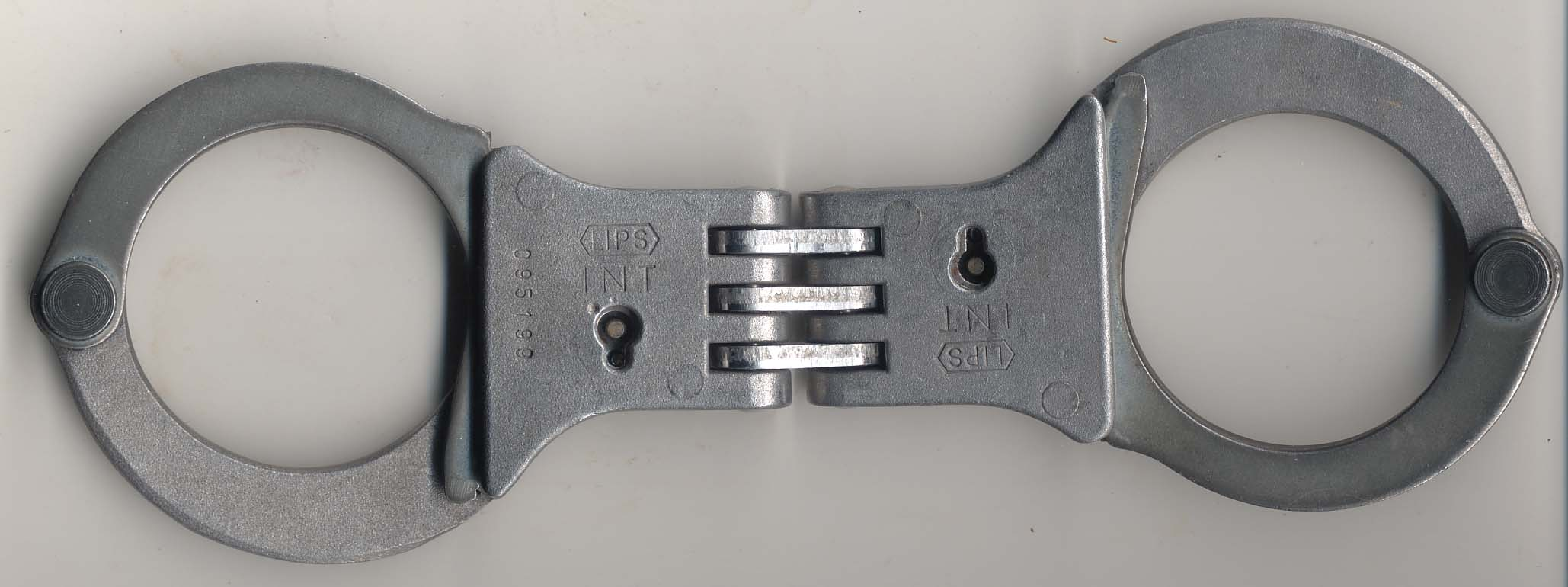
Pouta používaná holandskou policií

Pouta jsou omezující zařízení, které slouží ke spojení obou rukou člověka dohromady. Pouta obvykle používá policie (jedná se o donucovací prostředek), aby zamezila zadrženým utéci. Pouta se přikládají zepředu, či zezadu na ruce, případně je možné osobu připoutat i k vhodnému předmětu, např. zábradlí.
Základní typy:
- svěrací: skládají se ze dvou částí, které jsou dohromady spojené řetězem, kloubem (pantem) nebo pevnou tyčí. Každá polovina je opatřena otočným ramenem se západkou, která znemožňuje otevření pout, jakmile jednou byla zavřena. Bez klíče nelze pouta sejmout, takže spoutaná osoba nemůže vzdálit zápěstí více než několik centimetrů od sebe, což způsobuje, že spoustu běžných úkolů je obtížné nebo nemožné provést.
  - svěrací řetízková
  - svěrací pantová
  - svěrací palcová: menší typ pout, spoutají jen palce rukou
- jednorázová: předností je skladnost a nízká hmotnost, po použití se přeříznou
  - jednorázová plastová
  - jednorázová textilní